# Премия AVN лучшей новой иностранной старлетке
Премия AVN лучшей новой иностранной старлетке (англ. AVN Award for Best New International Starlet, до сентября 2021 года — Best New Foreign Starlet) — награда в области порноиндустрии, вручаемая компанией AVN лучшей новой иностранной актрисе. Учреждена осенью 2019 года к 37-й церемонии AVN Awards, которая проходит ежегодно в конце января в Лас-Вегасе, штат Невада. Последней обладательницей данной награды является испанская актриса Ада Лапьедра.

## Лауреаты и номинанты
| Церемония/Год | Фото лауреата | Лауреат                | Номинанты |
| ------------- | ------------- | ---------------------- | --- |
| 37-я (2020)   |               | Лия Сильвер · Россия   | Анджелика Грейс Габи Голд Джиа Лисса Лена Рейф Меган Инки Мэри Рок Нелли Кент Хинебра Беллуччи Эйнджел Эмили                                                                        |
| 38-я (2021)   |               | Ева Эльфи · Россия     | Анастасия Бруклин Джозефин Джексон Зааваади Кайса Норд Лана Рой Лика Стар Мартина Смеральди Миа Сплит Мэрилин Шугар Пёрпл Битч Поппи Плежер Рейслин Рэй Лил Блэк Элли Лин           |
| 39-я (2022)   |               | Роми Инди · Нидерланды | Агата Вега Ариана Ван Икс Венера Максима Иден Айви Клара Миа Лилли Белла Лотти Мань Серина Гомес Сия Сиберия Соня Блейз Стефани Кайлер Тейли Вуд Фрея Майер Эмели Кристал           |
| 40-я (2023)   |               | Литтл Дрэгон · Украина | Атлантис Дип Белла Тина Бонни Дольче Гейша Кид Джайла Де Анджелис Злата Шайн Кейт Куинн Келли Коллинз Кристи Уайт Кэтрин Найт Лола Беллуччи Скарлет Чейз Скарлетт Джонс Холли Молли |
| 41-я (2024)   |               | Рика Фейн · Чехия      | Барби Брилл Ванесса Алессия Карина Кинг Клеманс Одиар / Лиа Лин Лили Шармель Мари Бергер Меган Фиоре Мэри Попинс Сара Диаманте Сельва Лапьедра Сирена Милано Софи Вега Эвелин Эль   |
| 42-я (2025)   |               | Ада Лапьедра · Испания | Анита Ровер Барби Роуз / Белла Спарк Бетц Кама Окси Лиз Оушен Лили Блоссом Мерида Сат Сандралид Сладиен Ская Шерри Кэндл Элис Эрнандес Эмири Момота Эшби Уинтер                     |